# Cyanoderma
Genre
Cyanoderma est un genre d'oiseaux de la famille des Timaliidae.

## Liste des espèces
Selon le Congrès ornithologique international (ordre phylogénique) :
- Cyanoderma erythropterum – Timalie à ailes rousses
- Cyanoderma bicolor – Timalie bicolore
- Cyanoderma melanothorax – Timalie perlée
- Cyanoderma rufifrons – Timalie à front roux
- Cyanoderma ruficeps – Timalie de Blyth
- Cyanoderma pyrrhops – Timalie à bec rouge
- Cyanoderma chrysaeum – Timalie dorée
- Cyanoderma ambiguum – Timalie ambigüe